# Teatro Cristo Rey
El Teatro Cristo Rey es el nombre que recibe un centro cultural de múltiples usos localizado en la parroquia 23 de enero en el Municipio Libertador de Caracas, al oeste del Distrito Metropolitano de Caracas y al norte del país sudamericano de Venezuela.

## Teatro
Posee una capacidad para recibir hasta 494 espectadores y 1200 metros cuadrados. Se trata de una obra realizada por el arquitecto venezolano Carlos Raúl Villanueva. Su administración y gestión está a cargo del gobierno municipal de Caracas. 
Es parte del complejo cultural Cristo Rey, que incluye una concha acústica, iglesia y un parque. Abierto inicialmente en el año 1956 fue reinaugurado en el año 2011.